# Wendi McLendon-Covey
Wendi McLendon-Covey est une actrice américaine née le 10 octobre 1969 à Bellflower, en Californie (États-Unis).

## Biographie
Née Wendi Anne McLendon en Californie, elle est diplômée de la California State University Long Beach, avec un B.A. en études libérales / écritures créatives.

### Carrière
Elle est surtout connue pour sa capacité d'improvisation en tant qu'actrice, car elle a été membre de la troupe d'improvisation comique The Groundlings à Los Angeles de 2002 à 2009, où elle a été camarade de classe avec Melissa McCarthy et Kristen Wiig, ses futures partenaires du film Mes meilleures amies.
En 2003, McLendon-Covey obtient le rôle de Clementine Johnson dans la série Reno 911, n'appelez pas !, qui contribue à la faire connaître du grand public. Elle incarne le personnage durant cinq saisons, ainsi que dans le film adapté de la série, sorti en 2007.
Par la suite, elle joue dans une autre série télévisée, Lovespring International, qui ne dura qu'une saison.
De 2010 à 2011, elle tient un rôle récurrent dans Leçons sur le mariage, puis tient le rôle de Rita, l'une des demoiselles d'honneur dans le film Mes meilleures amies, qui rencontre à sa sortie un succès critique, mais également public. En juillet 2011, elle a commencé à jouer dans des publicités de télévision nationale pour une nouvelle campagne par Hillshire Farm.
En 2012, elle sera à l'affiche de Ce qui vous attend si vous attendez un enfant, aux côtés de Jennifer Lopez, Cameron Diaz, Elizabeth Banks et Chris Rock, suivi de Magic Mike, de Steven Soderbergh, dont l'action se déroule dans le monde du strip-tease. Elle tient le rôle principal du pilote d'une série, Waffle Hut.

## Filmographie

### Cinéma

#### Films
- 2001 : Henry and Marvin, court-métrage de Adam Rehmeier : Judy (Team Rainbow)
- 2005 : Ma sorcière bien-aimée (Bewitched), de Nora Ephron : E! Anchor
- 2006 : Cook-Off!, de Guy Shalem : Pauline Solfest — également scénariste et coproductrice exécutive
- 2007 : Alerte à Miami : Reno 911 ! (Reno 911!: Miami), de Robert Ben Garant : Deputy Clementine Johnson
- 2007 : Closing Escrow, de Armen Kaprelian et Kent G. Llewellyn : Hillary
- 2007 : Goldfish, de Joe Wein : Mrs. Jenkins
- 2008 : Le Fantôme de mon ex-fiancée (Over Her Dead Body), de Jeff Lowell : Lona
- 2009 : Boutonniere, court-métrage de Coley Sohn : Mrs. Pruitt
- 2009 : Spooner, de Drake Doremus : Linda
- 2009 : Jesus People: The Movie, de Jason Naumann : Jenna Bosch
- 2010 : Starlight & Superfish, de Steve Kopera : Dawn
- 2010 : Douchebag, de Drake Doremus : Mary Barger #1
- 2010 : Tug, de Abram Makowka : Taylor
- 2010 : Public Relations, de Gianna Sobol : Candice
- 2010 : La Mission de Chien Noël (The Search for Santa Paws), de Robert Vince : Mme Stout
- 2011 : Prenatal Pole Dancing DVD, court-métrage de Lauren Palmigiano : Lonnie
- 2011 : Fully Loaded, de Shira Piven (en) : Girlfriend
- 2011 : Mes meilleures amies (Bridesmaids), de Paul Feig : Rita
- 2012 : Christmas Is Ruined, court-métrage de Andrew Putschoegl : agent Rosman
- 2012 : Holiday Road, d'Andrew Putschoegel : Rosman, segment December
- 2012 : Ce qui vous attend si vous attendez un enfant (What to Expect When You're Expecting), de Kirk Jones : Kara
- 2012 : Magic Mike, de Steven Soderbergh : Tara
- 2013 : 10 Rules for Sleeping Around de Leslie Greif
- 2013 : All American Christmas Carol de Ron Carlson : Marjorie
- 2014 : Date and Switch (en), de Chris Nelson : Linda
- 2014 : Salsa Fury (Cuban Fury) de James Griffiths : Carly
- 2014 : The Single Moms Club (en) de Tyler Perry : Jan
- 2014 : Famille recomposée (Blended) de Frank Coraci : Jen
- 2014 : Think Like a Man Too de Tim Story : Tish
- 2014 : Un foutu conte de Noël (	A Merry Friggin' Christmas) de Tristram Shapeero (en) : Shauna Mitchler-Weinke
- 2015 : The Breakup Girl (en) : Sharon Baker
- 2015 : Hello, My Name Is Doris : Cynthia Miller
- 2016 : Army of One de Larry Charles : Marci Mitchell
- 2017 : Speech & Debate (en) : Joan
- 2017 : The Secret Man - Mark Felt (Mark Felt: The Man Who Brought Down the White House) de Peter Landesman : Carol Tschudy
- 2018 : Status Update (en) de Scott Speer : Ann Moore
- 2018 : Chair de poule 2 : Les Fantômes d'Halloween (Goosebumps 2: Haunted Halloween) d'Ari Sandel : Kathy Quinn
- 2019 : Blush (en) de Debra Eisenstadt (en) : Cathy
- 2019 : Ce que veulent les hommes (What Men Want) de Adam Shankman :  Olivia
- 2019 : Braking for Whales (en) de Sean McEwen : Tante Jackie Hillhouse
- 2020 : Pour l'Amour de Sylvie (en) de Eugene Ashe (en) :
- 2021 : Barb and Star Go to Vista Del Mar de Josh Greenbaum : Mickey Revelet
- 2021 : Long Weekend (en) de Steve Basilone : Patricia
- 2023 : Un Bal pour Harvard (en) de Anya Adams : Alyssa Yang
- 2023 : Paint (en) de Brit McAdams : Wendy
- 2023 : Sick Girl de Jennifer Cram :

#### Films d'animation
- 2019 : Playmobil, le film de Lino DiSalvo
- 2023 : Élémentaire de Peter Sohn : Gale Cumulus (voix originale)

### Télévision
- 2003-2008 : Reno 911, n'appelez pas ! (Reno 911!) (série télévisée) : Deputy Clementine Johnson, 72 épisodes
- 2006 : Lovespring International (série télévisée) : Lydia Mayhew, 13 épisodes
- 2008 : G.I.L.F. (série télévisée) : Joyce – également coproductrice
- 2008 : Greek (série télévisée) : Connie, 1 épisode
- 2008 : The Office (série télévisée) : Concierge Marie, 1 épisode
- 2008 : Kath & Kim (série télévisée) : Lucy, 1 épisode
- 2008 : Celebracadabra (série télévisée) : Pilot judge
- 2009 : Rise and Fall of Tuck Johnson (série télévisée) : Candy Liquer
- 2009 : 10 Things I Hate About You (série télévisée) : Vivian, 2 épisodes
- 2009 : ACME Saturday Night (série télévisée) 1 épisode
- 2009 : Les Sorciers de Waverly Place (Wizards of Waverly Place) : Dr. Ice, 1 épisode
- 2010-2011 : Leçons sur le mariage (Rules of Engagement) : Liz, 11 épisodes
- 2010 : Dick Tracy Special (TV), de Warren Beatty : Lillian
- 2011 : Wedding Band (série télévisée) : Barb Henderson
- 2011 : Cougar Town (série télévisée) : Vice Principal, 1 épisode
- 2011 : Svetlana (série télévisée) : Phoebe, 2 épisodes
- 2011 : In the Flow with Affion Crockett (série télévisée) : UVC Hostess, 1 épisode
- 2011 : I Hate My Teenage Daughter (série télévisée) : Deanna, 1 épisode
- 2012-2014 : The Soup (série télévisée) : Jouster's Wife, 2 épisodes
- 2012-2013 : Modern Family (série télévisée) : Pam, 2 épisodes
- 2013 : TripTank (série télévisée) : Idlewild / Savannah / Statue of Liberty (voix)
- 2013-2023 : The Goldbergs (série télévisée) : Beverly Goldberg, 150 épisodes

## Voix francophones
En France, Wendi McLendon-Covey est doublée par plusieurs comédiennes, dont Laurence Bréheret à trois reprises.
En France
| - Laurence Bréheret dans : - Lovespring International (série télévisée) - Le Fantôme de mon ex-fiancée - Famille recomposée - Vanina Pradier dans : - Mes meilleures amies - Ce qui vous attend si vous attendez un enfant - Déborah Perret dans : - Un bal pour Harvard (en) - Élémentaire (voix) | Et aussi - Edwige Lemoine dans Cook Off! (en) - Adeline Flaun dans Spooner (téléfilm) - Julie Dumas dans La Mission de Chien Noël - Delphine Moriau dans Les Goldberg (série télévisée) - Céline Duhamel dans Speech & Debate (en) - Léovanie Raud dans Chair de poule 2 : Les Fantômes d'Halloween - Laurence Dourlens dans Ce que veulent les hommes - Anneliese Fromont dans Pour l'amour de Sylvie (en) - Emmanuelle Rivière dans M.O.D.O.K. (voix) |

Au Québec
 Note : la liste indique les titres québécois.
- Isabelle Miquelon dans : 
  - Demoiselles d'honneur
  - Comment prévoir l'imprévisible

Et aussi
- Viviane Pacal dans L'Escouade Reno 911 à Miami
- Isabelle Leyrolles dans À la recherche du Chien Noël